# Ваєтт Ерп (фільм)
Ва́єтт Ерп (англ. Wyatt Earp) — американський вестерн 1994 року.

## Сюжет
Фільм про життя національного американського героя, легендарного шерифа Ваєтта Ерпа. Цей чоловік народився в невеликому містечку Тумстоун штату Аризона і з самого дитинства мріяв про військові подвиги. Життя Ваєтта завжди було наповнене неймовірними і небезпечними пригодами, але йому з гідністю вдавалося виходити з будь-якої ситуації. За допомогою свого вірного друга і блискучого стрільця Дока Холлідея і своїх братів, шерифові Ерпу вдається підтримувати в Тумстоуні спокій і мир. Одного разу цей затишок порушує поява банди злочинців, які наводять жах на місцевих жителів і Ерпу не залишається нічого іншого, окрім як зробити виклик бандитам, щоб поквитатися з ними раз і назавжди.

## У ролях
| Актор               | Роль             |
| ------------------- | ---------------- |
| Кевін Костнер       | Ваєтт Ерп        |
| Денніс Квейд        | Док Голлідей     |
| Джин Гекмен         | Ніколас Ерп      |
| Джефф Фейгі         | Айк Клентон      |
| Марк Гармон         | шериф Джон Бехан |
| Майкл Медсен        | Вірджіл Ерп      |
| Кетрін О'Хара       | Еллі Ерп         |
| Білл Пуллман        | Ед Мастерсон     |
| Ізабелла Росселліні | Великий Ніс Кейт |
| Том Сайзмор         | Бет Мастерсон    |
| ДжоБет Вільямс      | Бессі Ерп        |
| Мер Віннінґгем      | Метті Блейлок    |
| Девід Ендрюс        | Джеймс Ерп       |
| Лінден Ешбі         | Морган Ерп       |
| Джоенна Гоуінг      | Джозі Маркус     |
| Джеймс Геммон       | містер Сазерленд |
| Рекс Лінн           | Френк МакЛорі    |

| Актор                | Роль               |
| -------------------- | ------------------ |
| Рендл Мелл           | Джон Клем          |
| Адам Болдвін         | Том МакЛорі        |
| Аннабет Гіш          | Урілла Сазерленд   |
| Льюїс Сміт           | Керлі Білл Броціус |
| Ієн Боен             | молодий Вайат      |
| Бетті Баклі          | Вірджинія Ерп      |
| Елісон Елліотт       | Лоу Ерп            |
| Тодд Аллен           | Шерм МакМастерс    |
| МакКензі Естін       | Френсіс О'Рурк     |
| Джеймс Кевізел       | Воррен Ерп         |
| Карен Грассл         | місіс Сазерленд    |
| Джон Денніс Джонстон | Френк Стіллвелл    |
| Теа Леоні            | Саллі              |
| Мартін Коув          | Ед Росс            |
| Джек Келер           | Боб Гатч           |
| Кірк Фокс            | Піт Спенс          |
| Норман Гауелл        | Джонні Рінго       |